# لا فيفوريت
جان دو باري (بالفرنسية Jeanne Du Barry) هو فيلم سيرة فرنسي من تأليف وإخراج مايوين وبطولتِها صحبة جوني ديب، بيير ريشار، ناومي لفوفسكي وبنيامين لافيرني. عرض الفلم لأول مرة في افتتاح الدورة 76 من مهرجان كانّ السينمائي.

## روابط خارجية
- لا فيفوريت على موقع IMDb (الإنجليزية)
- لا فيفوريت على موقع ميتاكريتيك (الإنجليزية)
- لا فيفوريت على موقع روتن توميتوز (الإنجليزية)
- لا فيفوريت على موقع ألو سيني (الفرنسية)
- لا فيفوريت على موقع أول موفي (الإنجليزية)
- لا فيفوريت على موقع فيلمافينيتي (الإسبانية)
- لا فيفوريت على موقع قاعدة بيانات الأفلام السويدية (السويدية)
- لا فيفوريت على موقع قاعدة بيانات الفيلم (الإنجليزية)
- لا فيفوريت على موقع ليتربوكسد (الإنجليزية)
- لا فيفوريت على موقع كينوبويسك (الروسية)